# Юхнёва, Наталья Васильевна
Ната́лия Васи́льевна Юхнёва (декабрь 1930, Ленинград — 27 ноября 2013, Санкт-Петербург) — советский и российский историк, этнограф, общественный деятель. Доктор исторических наук (1986).

## Биография
Окончила школу (1948, с золотой медалью), исторический факультет Ленинградского государственного университета (1953) и аспирантуру (1957). Под руководством С. Н. Валка защитила диссертацию по теме «Рабочее движение в Петербурге в 1901 г.».
С 1957 года — научный сотрудник, главный научный сотрудник (в последние годы — консультант) Музея антропологии и этнографии Российской академии наук (Кунсткамера).
Занималась исследованиями по этнической истории Петербурга-Ленинграда, современным межнациональным проблемам, истории рабочего класса России, истории российских евреев.
Организатор и руководитель научных чтений «Этнография Петербурга-Ленинграда» (с 1974). Похоронена на Богословском кладбище Санкт-Петербурга.

## Публикации

### Монографии и авторские сборники
- Юхнева Н. В. Этнический состав и этносоциальная структура населения Петербурга, вторая половина XIX — нач. XX в. Стат. анализ / Н. В. Юхнева; Под ред. К. В. Чистова. — Л.: Наука, Ленингр. отд-ние, 1984. — 223 с.
- Юхнева Н. В. Статьи разных лет Архивная копия от 4 марта 2016 на Wayback Machine / РАН. МАЭ им. Петра Великого (Кунсткамера). — СПб.: МАЭ РАН, 2005. — 292 с. — Библиогр. в конце ст. Список опубл. работ Н. В. Юхневой: с. 281—289. — (Kunstkamera Petropolitana). — ISBN 5-88431-121-4

### Статьи в сборниках
- Юхнева Н. В. Этнокультурные процессы в Петербурге // Этнография Петербурга-Ленинграда : Материалы ежегод. науч. чтений [Ленингр. части ин-та] / АН СССР, Ин-т этнографии им. Н. Н. Миклухо-Маклая ; Сост. и отв. ред. Н. В. Юхнева. — Л. : Ленингр. отд-ние, 1987.
- Юхнева Н. В. Латыши в Петербурге (вторая половина XIX — начало XX в.): Статистический очерк // Этнография Петербурга-Ленинграда: Материалы ежегод. науч. чтений / Сост. Н. В. Юхнева. — СПб.: МАЭ РАН, 1994. — Вып. 3. — С. 33-49 — Прил.: Реконструкция численности латышей, принадлежащих к крестьянскому сословию (Петербург, 1900 г.): с. 48-49.
- Юхнева Н. В. К методике использования петербургских переписей населения конца XIX — начала XX вв. в этнографических исследованиях // Этнография Петербурга-Ленинграда: Тридцать лет изучения, 1974—2004 / Сост. и отв. ред. Н. В. Юхнева; РАН. МАЭ им. Петра Великого (Кунсткамера). — СПб.: МАЭ РАН, 2004. — С. 60-73.
- Юхнева Н. В. Городское население как объект этнографического исследования // Этнография Петербурга-Ленинграда: Тридцать лет изучения, 1974—2004 / Сост. и отв. ред. Н. В. Юхнева; РАН. МАЭ им. Петра Великого (Кунсткамера). — СПб.: МАЭ РАН, 2004. — С. 23-32.
- Юхнева Н. В. Израиль: Материалы экспедиций и командировок Архивная копия от 17 августа 2016 на Wayback Machine / РАН. МАЭ им. Петра Великого (Кунсткамера). — СПб.: МАЭ РАН, 2010. — Вып. 1. — 216 с. — ISBN 978-5-88431-175-6

### Редактура и составление сборников
- Этнография Петербурга-Ленинграда : Материалы ежегод. науч. чтений [Ленингр. части ин-та] / АН СССР, Ин-т этнографии им. Н. Н. Миклухо-Маклая ; Сост. и отв. ред. Н. В. Юхнева. — Л. : Ленингр. отд-ние, 1987
- Петербург и губерния : Ист.-этногр. исслед. : [Сборник] / АН СССР, Ин-т этнографии им. Н. Н. Миклухо-Маклая; Сост. и отв. ред. Н. В. Юхнева. — Л. : Наука : Ленингр. отд-ние, 1989. — 160,[3] с., [6] л. ил.
- Этнография Петербурга-Ленинграда: Материалы ежегод. науч. чтений / Сост. Н. В. Юхнева; РАН. МАЭ им. Петра Великого (Кунсткамера). — СПб.: МАЭ РАН, 1994. — Вып. 3.
- Этнография Петербурга-Ленинграда. Тридцать лет изучения, 1974—2004. / Сост. и отв. ред. Н. В. Юхнева; РАН. МАЭ им. Петра Великого (Кунсткамера). — СПб.: МАЭ РАН, 2004. — 402 с. — (Kunstkamera Petropolitana).
- 20 лет тому назад в Ленинграде, 1988 год: ученые Института этнографии против ксенофобии и антисемитизма: документальное повествование Архивная копия от 17 августа 2016 на Wayback Machine / Сост. Н. В. Юхнева; Рос. акад. наук, Музей антропологии и этнографии им. Петра Великого (Кунсткамера) РАН. — Санкт-Петербург: Наука, 2008. — 116 с. — ISBN 978-5-02-025550-0

### Прочие публикации
- Юхнева Н. В. Евреи в Петербурге, серия «Северная столица в старых открытках», Jews in Petersburg. The Northern Capital in Old Picture Postcards, bilingual. — СПб: «Сатис», 2003.
- Юхнева Н. В., Юхнева Е. Д. Программа курса лекций «Этнография Петербурга» / РАН. МАЭ им. Петра Великого (Кунсткамера). — СПб.: МАЭ РАН, 2006. — 64 с.